# Egzobaza
Egzobaza ili termopauza je granični sloj Zemljine atmosfere, između termosfere i egzosfere. 
Ispod egzobaze, atmosfera se određuje da sudjeluje u primanju Sunčevog zračenja ili insolacije, zbog prisustva težih plinova, kao što je na primjer jednoatomni kisik. Sunčeva konstanta se određuje za egzobazu. Iznad nje, egzosfera sadrži najlakše ostatke plinova, kao što su vodik i helij, s vrlo velikim putanjama prije bilo kakvog sudara. 
Točna visina egzobaze se dosta mijenja, ovisno o unosu energije sa Sunca kao što je Sunčev vjetar, o dobu dana, godišnjem dobu itd., i može biti 500 km do 1000 km iznad površine Zemlje. Jedan dio magnetosfere prolazi kroz egzobazu. 
Iako je to sloj atmosfere, tlak je toliko mali, da ga neki smatraju i kao dio vanjskog svemira. Sateliti u orbiti ne doživljavaju značajno zagrijavanje zbog atmosfere, ali s vremenom ipak malo propadaju. Ispod egzobaze su prisutni Međunarodna svemirska postaja, Space Shuttle i Sojuz.